# 6 Brygada Powietrznodesantowa

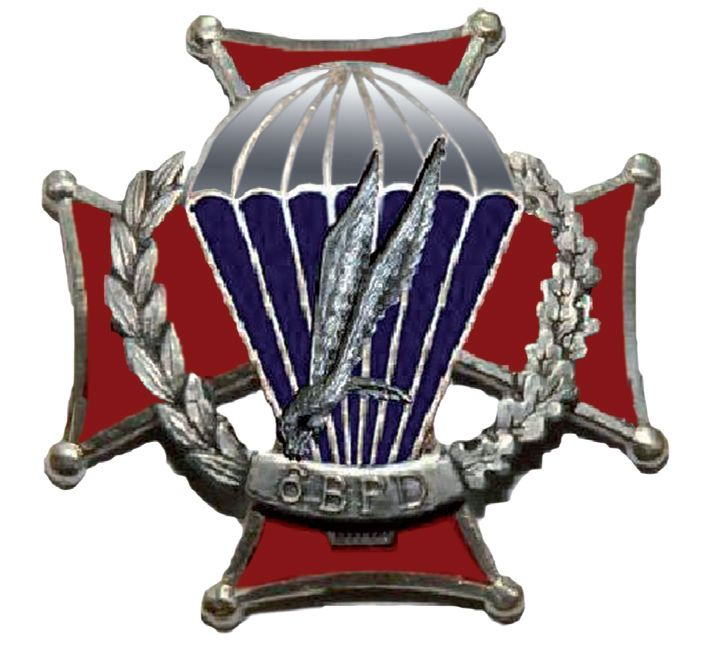
Odznaka pamiątkowa 6 BPD

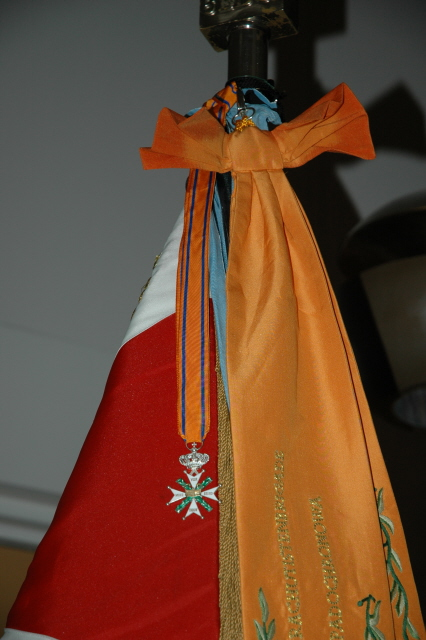
Krzyż Kawalerski IV kl. (Rycerski IV kl.) Orderu Wojskowego Wilhelma na sztandarze 6 Brygady Desantowo-Szturmowej

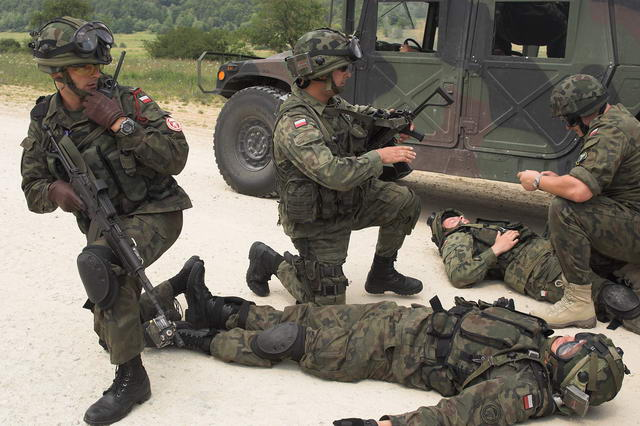
Żołnierze 6 Brygady Powietrznodesantowej podczas ćwiczeń

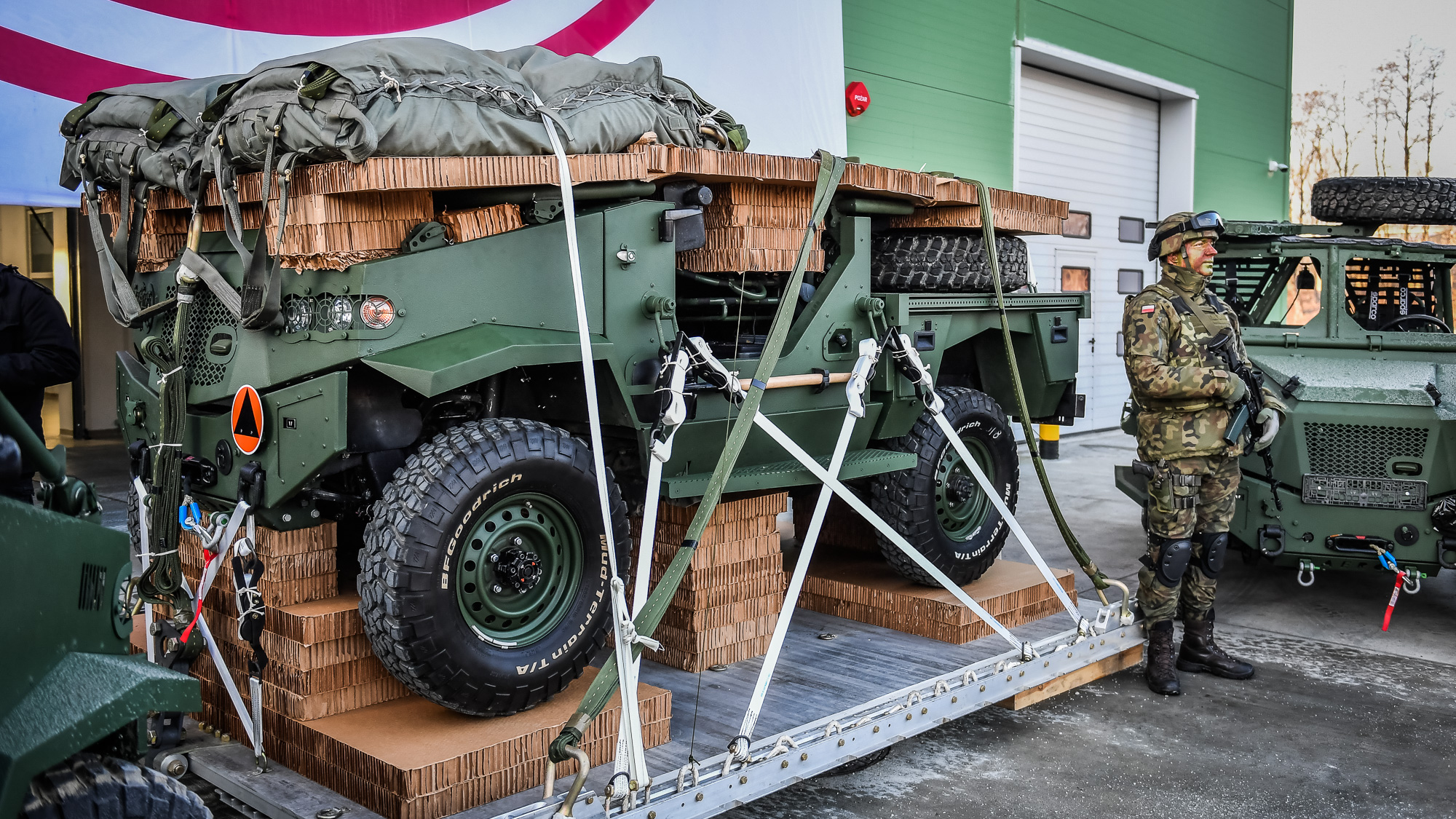
Sprzęt aeromobilny brygady

6 Brygada Powietrznodesantowa im. gen. bryg. Stanisława Franciszka Sosabowskiego (6 BPD) – związek taktyczny wojsk aeromobilnych Sił Zbrojnych RP.

## Przeznaczenie
Brygada jest aeromobilnym związkiem taktycznym o wysokim stopniu rozwinięcia. Jest przygotowana do prowadzenia działań powietrznodesantowych (spadochroniarze) oraz działań desantowo-szturmowych przy wykorzystaniu śmigłowców i samolotów. 6 BPD stacjonuje w garnizonie Kraków.
Część żołnierzy 6 BPD przechodzi szkolenia w różnych warunkach klimatyczno-terenowych np. zimą w Kanadzie.

## Historia i tradycje
6 Brygada PD swoje tradycje wywodzi od 1 Samodzielnej Brygady Spadochronowej, której dowódcą był gen. bryg. Stanisław Sosabowski, dziś patron jednostki. Jednostka rodowód swój wywodzi bezpośrednio z 6 Dywizji Piechoty przeformowanej w 1957 roku w 6 Pomorską Dywizję Powietrznodesantową, która zaś z kolei w roku 1986 została przekształcona w 6 Pomorską Brygadę Powietrznodesantową. Od 1992 do 30 czerwca 2010 roku brygada nosiła nazwę „desantowo-szturmowa”. Najbardziej znanym wyróżnikiem żołnierzy brygady jest bordowy beret i charakterystyczna oznaka rozpoznawcza.

## Odznaczenia
Jako że 6 BPD dziedziczy tradycje 6 Pomorskiej DP, sztandar krakowskiej 6 Brygady zdobi Order Wojenny Virtuti Militari.
Brygada im. gen. Sosabowskiego ma prawo noszenia KG II klasy po odznaczonej nim za zasługi wojenne 6 Pomorskiej Dywizji Piechoty jednak sztandar nie jest udekorowany tym odznaczeniem.
31 maja 2006 w Holandii 6 Brygada Desantowo-Szturmowa została uroczyście odznaczona z ceremoniałem wojskowym Militaire Willems-Orde przez Jej Królewską Mość Królową Beatrycze van Oranje-Nassau. 6 Brygadę Desantowo-Szturmową dziedziczącą tradycje 1 Samodzielnej Brygady Spadochronowej odznaczono za zasługi wojenne 1 SBS w Holandii, za udział w Operacji Market Garden.

## Struktura
Jednostki brygady stacjonują w trzech garnizonach, jej struktura przedstawia się następująco:
- Dowództwo i sztab – Kraków; sztab brygady składa się z ośmiu sekcji, pionu szkolenia i logistyki, które są zorganizowane zgodnie ze standardami NATO.
- 6 Batalion Dowodzenia im. gen. broni. Józefa Kuropieski – Kraków;
- 6 Batalion Powietrznodesantowy im. gen. dyw. Edwina Rozłubirskiego – Gliwice;
- 16 Batalion Powietrznodesantowy im. gen. bryg. Mariana Zdrzałki – Kraków;
- 18 Bielski Batalion Powietrznodesantowy im. kpt. Ignacego Gazurka – Bielsko-Biała;
- 6 Batalion Logistyczny im. gen. dyw. Ignacego Prądzyńskiego – Kraków.

## Tradycje brygady
- 6 Dywizja Piechoty (1919–1939)
- 1 Samodzielna Brygada Spadochronowa (1941–1947)
- 6 Pomorska Dywizja Piechoty (1944–1957)
- 6 Pomorska Dywizja Powietrznodesantowa (1957–1986)
- 6 Pomorska Brygada Powietrznodesantowa im. gen. bryg. Stanisława Sosabowskiego (1986–1990)
- 6 Brygada Powietrznodesantowa im. gen. bryg. Stanisława Sosabowskiego (1990–1992)
- 6 Brygada Desantowo-Szturmowa im. gen. bryg. Stanisława Sosabowskiego (1992–2009)

## Dowódcy
- gen. bryg. January Komański (1986–1987)
- gen. bryg. Andrzej Tyszkiewicz (1987–1989)
- płk Zdzisław Kazimierski (1989)
- płk Władysław Sokół (1989–1992)
- gen. bryg. Włodzimierz Michalski (1992–1994)
- gen. bryg. Mieczysław Bieniek (1994–1997)
- gen. bryg. Bronisław Kwiatkowski (1997–2000)
- płk Jerzy Wójcik (2000–2002)
- płk Mirosław Knapiński (2002–2004)
- gen. bryg. Jerzy Wójcik (2004–2008)
- gen. bryg. Andrzej Knap (2008–2010)
- gen. bryg. Bogdan Tworkowski (2010–2012)[4]
- gen. bryg. Adam Joks[5] (2012–2015)
- płk Wojciech Marchwica (10 listopada 2015 – 2 maja 2016)[6]
- gen. bryg. Grzegorz Hałupka (2 maja 2016 – 2 lipca 2018)
- gen. bryg. Szymon Koziatek (2 lipca 2018 – 18 listopada 2019)[7]
- gen. bryg. Grzegorz Grodzki (18 listopada 2019 – 1 kwietnia 2022)[8][9]
- cz.p.o. płk Artur Wiatrowski (1 kwietnia 2022 – 1 lipca 2022)[10]
- gen. bryg. Michał Strzelecki (1 lipca 2022 – 17 lipca 2025)[11][12]
- płk Piotr Bieniek (od 17 lipca 2025)[13]

## Udział w operacjach poza terytorium RP
Brygada wystawiała żołnierzy do kilku PKW, m.in. na terytorium byłej SFR Jugosławii, Iraku oraz Afganistanie. Żołnierze brygady stanowili m.in. XI zmianę PKW Afganistan w 2012 roku. Wielu żołnierzy Brygady im. gen. bryg. Sosabowskiego jest weteranami.

## Patrole rozminowania
W strukturach 6 BPD działają trzy patrole rozminowania. Dwa są wystawiane przez saperów 6 Batalionu Powietrznodesantowego oraz jeden przez żołnierzy 16 Batalionu Powietrznodesantowego.
Zadaniem patroli rozminowania jest usuwanie niewybuchów i niewypałów.
- 28 patrol rozminowania (6 bpd) jest odpowiedzialny za:
  - powiaty: głubczycki, kędzierzyńsko-kozielski, strzelecki, będziński, częstochowski, gliwicki, kłobucki, lubliniecki, myszkowski, tarnogórski, zawierciański
  - miasta na prawie powiatu: Częstochowa, Dąbrowa Górnicza, Gliwice, Jaworzno, Mysłowice, Piekary Śląskie, Sosnowiec
- 29 patrol rozminowania (6 bpd) jest odpowiedzialny za:
  - powiaty: bielski, bieruńsko-lędziński, cieszyński, mikołowski, pszczyński, raciborski, rybnicki, wodzisławski, żywiecki
  - miasta na prawie powiatu: Bielsko-Biała, Bytom, Chorzów, Jastrzębie-Zdrój, Katowice, Ruda Śląska, Rybnik, Siemianowice Śląskie, Świętochłowice, Tychy, Zabrze, Żory
- 32 patrol rozminowania (16 bpd) jest odpowiedzialny za:
  - powiaty: bocheński, brzeski, chrzanowski, krakowski, limanowski, miechowski, myślenicki, nowosądecki, nowotarski, olkuski, oświęcimski, proszowicki, suski, tatrzański, wadowicki, wielicki, kazimierski
  - miasta na prawie powiatu: Kraków, Nowy Sącz[15][16]

## W kulturze masowej
- Czerwone berety – polski film przygodowy z 1962 roku w reżyserii Pawła Komorowskiego na podstawie noweli Pół godziny przyjaźni Albina Siekierskiego przedstawiający żołnierzy 6 DPD
- Demony wojny według Goi – dramat wojenny z 1998 roku w reżyserii W. Pasikowskiego przedstawiający żołnierzy IFOR-u
- Człowiek obiecany – powieść Pawła Majki. Bohaterami są tam m.in. żołnierze podający się za kontynuację 6 BPD.

## Upamiętnienia
15 lutego 2020 Szkoła Podstawowa nr 2 w Proszowicach otrzymała imię 6 Brygady Powietrznodesantowej. Na uroczystości obecny był m.in. dowódca 6 Brygady Powietrznodesantowej, gen. bryg. Grzegorz Grodzki.